# Markus Rill

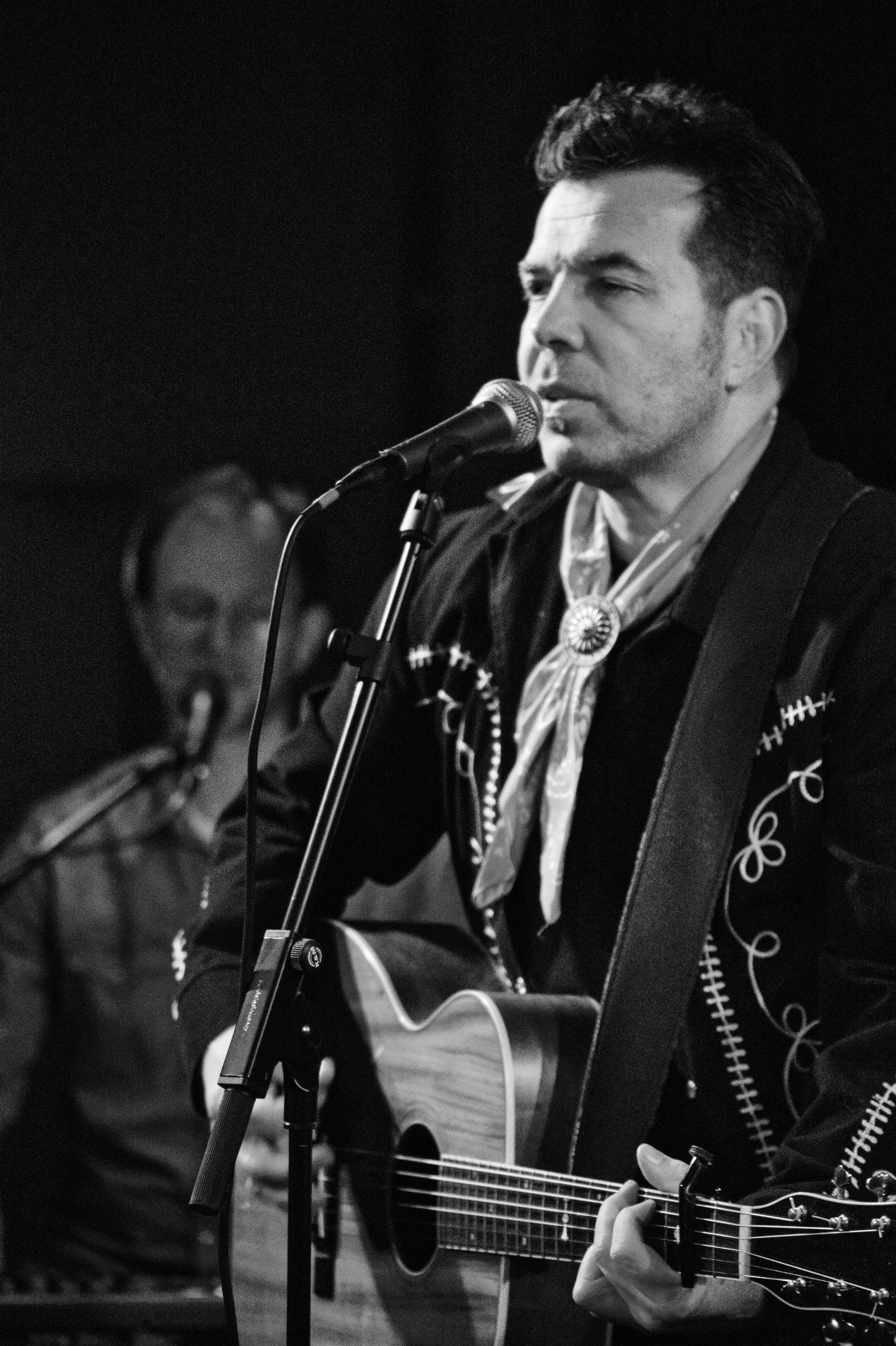
Markus Rill im club W71 Weikersheim, 2023

Markus Rill (* 20. März 1970 in Frankfurt am Main) ist ein deutscher Singer-Songwriter.

## Leben
Rill wurde am 20. März 1970 in Frankfurt/Main geboren. Er wuchs in Goldbach bei Aschaffenburg auf. Er lebt heute in Würzburg und ist Vater einer Tochter. Er war in seiner Jugend mehrfacher Deutscher Meister im Ringen und zwischen 1987 und 1993 mehrfacher Deutscher Mannschaftsmeister mit dem AC Bavaria Goldbach. An der Julius-Maximilians-Universität Würzburg studierte er Lehramt Englisch und Sozialkunde und arbeitet als Journalist. Während des Studiums verbrachte er ein Jahr in Austin, Texas, wo er sich mit der amerikanischen Musik in der Tradition von Bob Dylan, Townes van Zandt und Guy Clark befasste. Erste Solo-Auftritte hatte er an Open-Mic-Abenden.
Nach der Rückkehr nach Deutschland eröffnete Rill ein Konzert seines Vorbilds Townes van Zandt und veröffentlichte sein Debüt-Album Gunslinger’s Tales (1997) im Eigenverlag. Nach zahlreichen Auftritten in ganz Deutschland, unter anderem mit Hazeldine, Steve Wynn und John Wesley Harding, erschien 1999 The Devil And The Open Road bei Blue Rose. 2001 folgte Nowhere Begins bei Music Network. 2004 nahm Rill erstmals in Nashville mit US-Musikern auf. Das Album Hobo Dream wurde produziert von Gitarrist Duane Jarvis. Im selben Jahr erschien im Eigenverlag The Hobo Companion, eine Sammlung von Live-Aufnahmen, Demos, Radio-Mitschnitten und Coverversionen. Im Mai 2006 veröffentlichte er The Price Of Sin, ebenfalls aufgenommen in Nashville. Im Januar 2008 folgte ein weiteres Nashville-Werk, The Things That Count auf Blue Rose. Im November 2008 veröffentlichte Rill mit Bag Of Tricks eine Sammlung von Coverversionen mit Songs von Bob Dylan, Johnny Cash, Chuck Berry und Elvis Presley. Im März 2011 erschien das Album Wild, Blue & True, das 13 neue Songs mit seiner Band The Troublemakers enthält, die aus Felix Leitner an der Gitarre, Chris Reiss am Bass, Aggi Berger am Schlagzeug und Jan Reinelt am Keyboard besteht.
Seit 2007 zählt Rill regelmäßig zu den Finalisten der International Songwriting Competition. Verschiedene seiner Songs erreichten die Finalrunde in den Americana- und Folk-Kategorien des Wettbewerbs mit Jurymitgliedern wie Tom Waits, Jerry Lee Lewis, Bonnie Raitt und Ray Davies. Im Februar 2013 erschien My Rocket Ship von Markus Rill & The Troublemakers auf Blue Rose. Die amerikanische Musikzeitschrift No Depression lobte das Album als „Markus Rill’s best work to date“ und urteilten „Rill shows great depth as a songwriter, bandleader and producer“. Im Dezember 2013 veröffentlichte Rill Late Night Drive im Eigenverlag. Auch für das introspektive Soloalbum sind die Kritiken positiv.

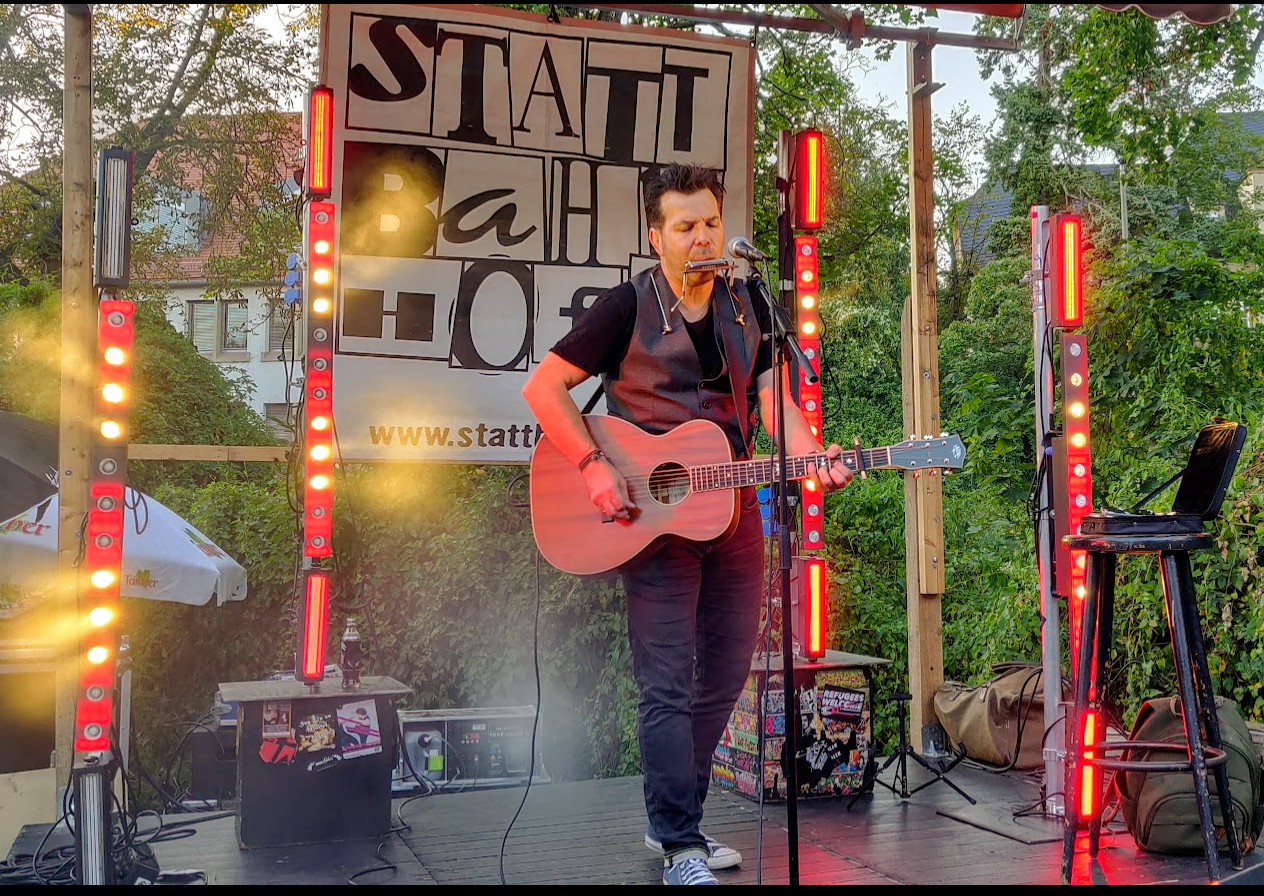
Markus Rill bei einem Auftritt vor dem Stattbahnhof Schweinfurt, 2021

Im Januar 2015 erschien in der Süddeutschen Zeitung ein großes Porträt über den mittlerweile in München lebenden Musiker mit dem Titel: „Der Dylan vom Glockenbach“: „Wenn Rill singt, wenn er sachte mit dem Fuß im Takt wippt und die Augen schließt, dann taucht eine ganze Welt auf, die Welt des Rock’n’Roll. Dazu braucht er nicht mehr als eine Gitarre, ein dezentes Picking, und seine Stimme. Grandios.“
Im April 2016 wurde Dream Anyway von Markus Rill & The Troublemakers auf Blue Rose Records veröffentlicht. Die Kritiken waren überwältigend positiv. Die Frankfurter Allgemeine Sonntagszeitung schrieb am 24. Juli: „Der Mann kann Lieder schreiben wie nicht viele andere. Er kann mit einigen wenigen Gitarrenakkorden und wohlgesetzten Worten Geschichten erzählen, die wie Short Stories wirken. Und er kann diese Geschichten mit einem markanten Organ zum Klingen bringen, mit schön angeschmirgelten Stimmbändern, die an viel zu lange Nächte in verrauchten Musikkneipen denken lassen.“ In der Rubrik „Hörenswert“ rezensierte die Süddeutsche Zeitung das Album bereits am 14. April: „Was Rill da macht ist nicht ohne Risiko. Wenig ist peinlicher, als Amerika zu wollen und nicht zu können. […] Aber Rill ist, gerade mit seinen Eigenwilligkeiten, einer von den Guten.“ No Depression, das amerikanische Fachblatt für Americana und Roots Music urteilt: „All of Rill‘s songs are really stories put to music; but drawing on the likes of John Mellancamp and even Roger McGuinn for inspiration at times; the results are often fabulous – try the darkly beautiful The Pauper's Daughter or perhaps The Hands of Mercy to hear a musical craftsman at work.“
Am 14. Oktober 2016 erhielt Markus Rill als einziger Künstler zwei Auszeichnungen beim Deutschen Countrypreis 2016 in Bergheim. Er erhielt den Preis als „Sänger des Jahres 2016“, außerdem wurde Dream Anyway als „Album des Jahres 2016“ prämiert.
Im Januar 2018 veröffentlichte Blue Rose Records Rills erstes Doppelalbum Getting Into Trouble (20 Years Of Gunslinging). Der Titel ist eine Anspielung auf 20 vergangene Jahre seit Rills Debütalbum Gunslinger's Tales von 1997. CD1 von Getting Into Trouble enthält elf neue Aufnahmen, darunter auch neue, zum Teil textlich und musikalisch veränderte Versionen einiger Songs, die auf Rills erster und zweiter CD enthalten waren (Trouble With The Law, Eye For An Eye, Jenny). CD 2, 20 Years Of Gunslinging, enthält Stücke, die zuvor nicht auf Blue Rose (sondern nur auf Privatveröffentlichungen in Kleinauflage oder Nebenprojekten) erhältlich waren. Die Frankfurter Allgemeine Zeitung bezeichnet Rill als „begnadeten Liederschmied“ und das Doppelalbum als „sehr hörenswert“ (FAZ, 20. Januar 2018).

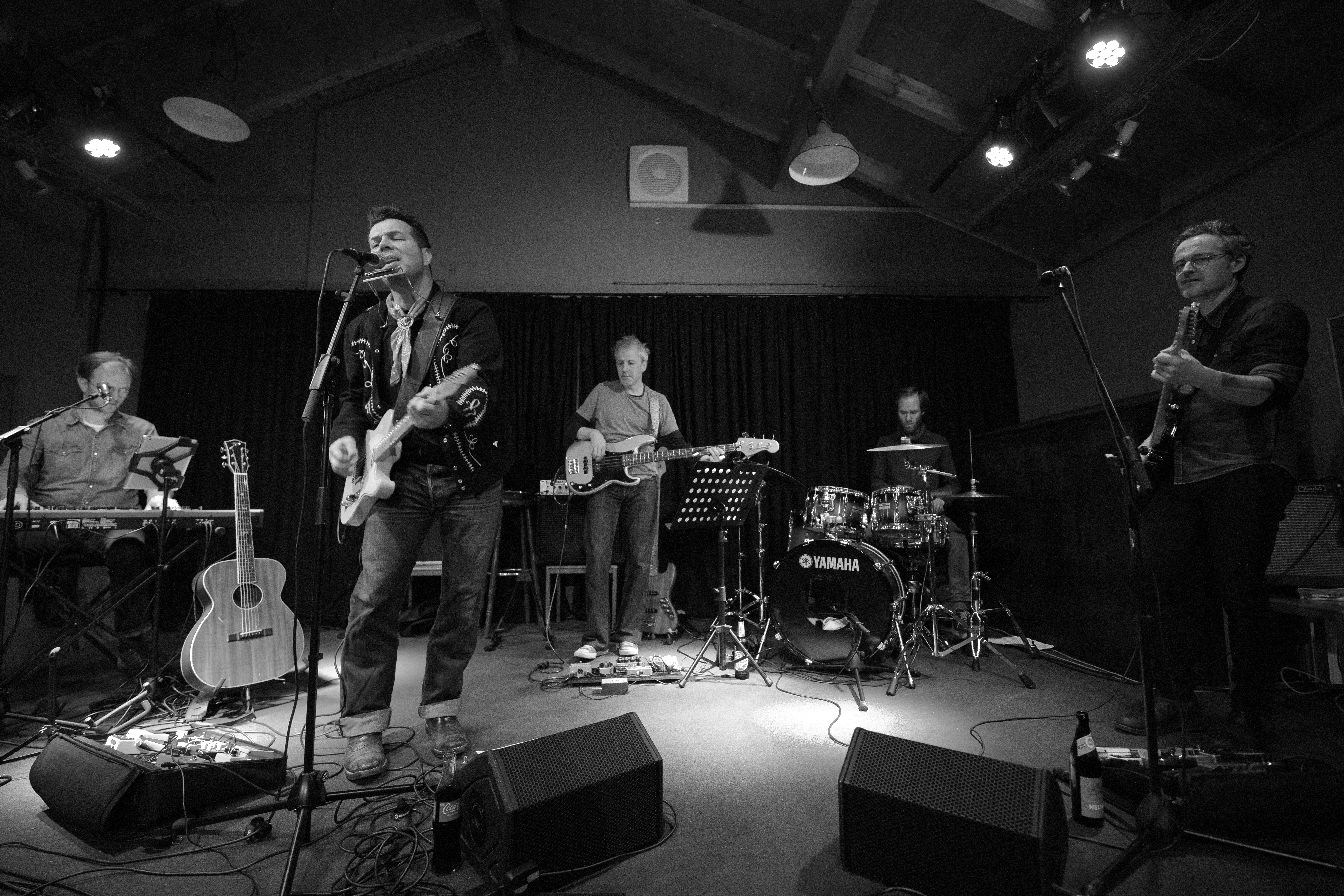
Markus Rill & The Troublemakers, 2023

Im Mai 2019 erschien Songland auf Blue Rose. Das Album enthält 15 Songs und wurde aufgenommen von Markus Rill & The Troublemakers im 7V-Studio in Bockenem/Niedersachsen. Das Album enthält einige Songs mit Souleinflüssen und wurde sehr positiv aufgenommen:

„Auch nach 20 Jahren im Sattel wird Rill mit jedem Ritt noch ein bisschen besser“

„Die Texte: Sie sind eine besondere Stärke des Komponisten Markus Rill, hier wieder und besonders.“

## Diskografie
- Gunslinger's Tales (1997, Eigenveröffentlichung)
- The Devil & The Open Road (1999, Blue Rose)
- Nowhere Begins (2001, Music Network)
- Hobo Dream (2004, Blue Rose)
- The Price Of Sin (2006, Blue Rose)
- The Things That Count (2007, Blue Rose)
- Wild Blue & True (2011, Blue Rose)
- My Rocket Ship (2013, Blue Rose)
- Late Night Sunday Drive (2013, Eigenveröffentlichung)
- Dream Anyway (2016, Blue Rose)
- Getting Into Trouble (20 Years Of Gunslinging) (2018, Blue Rose)
- Songland (2019, Blue Rose)
- Everything We Wanted (2022, Blue Rose)

## Weitere Veröffentlichungen
- The Hobo Companion (2004, Eigenveröffentlichung, Kleinauflage)
- Live (2007, Eigenveröffentlichung, Kleinauflage)
- Bag Of Tricks (Coverversionen, 2008, Eigenveröffentlichung, Kleinauflage)
- Makin’ Trouble – Markus Rill & The Troublemakers (EP, 2011, Eigenveröffentlichung, Kleinauflage)
- Light & Dark – Annika Fehling & Markus Rill (EP, 2012, Eigenveröffentlichung, Kleinauflage)
- Heart & Soul & Rock’n’Roll – Treml Schuier Rill (2014, Buch und Kunstverlag Oberpfalz)
- The Nashville Albums (4-CD-Set, 2015, Eigenveröffentlichung)